# مارتن دیویس (تنیس‌باز)
 مارتن دیویس (انگلیسی: Martin Davis؛ زاده ۱۵ نوامبر ۱۹۵۸) یک تنیس‌باز اهل ایالات متحده آمریکا است. 